# Вірна дружина (фільм, 1964)
«Вірна дружина» (англ. Woman of Straw, «Солом'яна жінка») — британський фільм 1964 року, кримінальний трилер режисера Безіла Дірдена, в головних ролях — Джина Лоллобріджида та Шон Коннері. Сценарій фільму, написаний Робертом Мюллером та Стенлі Манном, — кіноадаптація романа Кетрін Арлі 1954 року «Солом'яна жінка» (фр. La Femme de paille).

## Сюжет
Магнат Чарльз Річмонд (Ральф Річардсон) прикований до інвалідного візка, а його племінник Ентоні Річмонд (Шон Коннері) будує плани здобуття статків деспотичного дядька. Він переконує медсестру Марію (Джина Лоллобріджида), яка доглядає Річмонда-старшого, одружитися зі старим. Після загибелі Чарльза Марія стає підозрюваною в убивстві.

## Акторський склад
- Джина Лоллобріджида — Марія Марчелло
- Шон Коннері — Тоні / Ентоні Річмонд
- Ральф Річардсон — Чарльз Річмонд
- Александер Нокс — детектив-інспектор Ломер
- Джонні Секка[en] — Томас
- Лоренс Гарді — дворецький Бейнс
- Пітер Медден — капітан яхти
- Денні Деніелс — Фентон
- Майкл Гудліфф — адвокат
- Ноель Гаулетт — помічник адвоката